# Giovanni Battista Lamperti
Giovanni Battista Lamperti (24 giugno 1839 – 18 marzo 1910) è stato un musicista italiano.

## Biografia

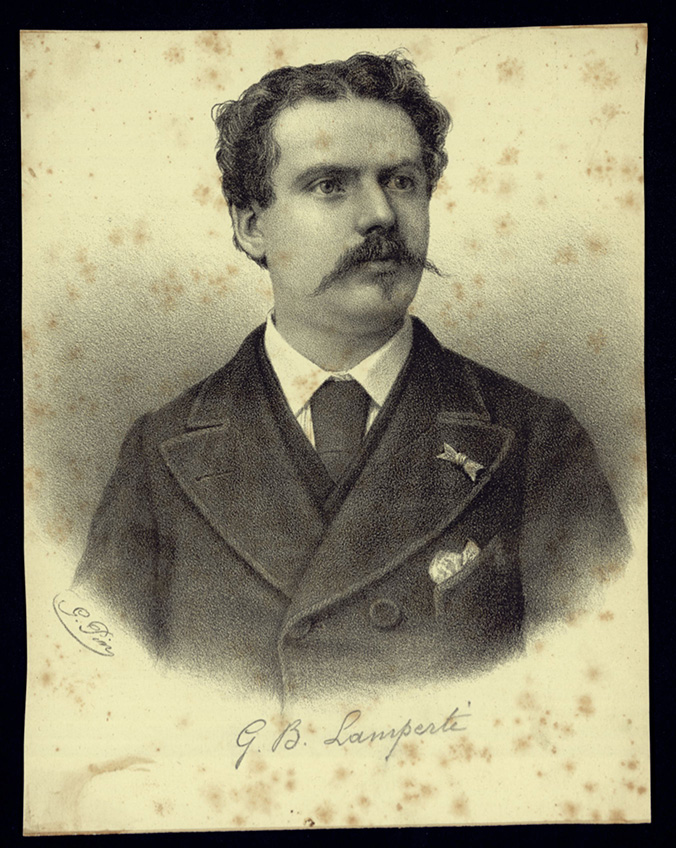
Ritratto di Giovanni Battista Lamperti

Figlio del maestro di canto Francesco Lamperti . È autore di La tecnica del bel canto (1905) e fonte di Saggezza vocale: Massime di Giovanni Battista Lamperti (1931).
Giovanni Battista Lamperti nacque nel 1839 a Milano del maestro di canto italiano Francesco Lamperti. Fu corista presso la grande cattedrale e studiò canto e pianoforte al conservatorio . Allievo e poi accompagnatore del padre al conservatorio, Giovanni conosceva meglio di chiunque altro il metodo insegnato dal padre (che sosteneva discendesse dal grande castrato- maestro Antonio Bernacchi). Appropriandosi dell'insegnamento per i  propri studenti, Giovanni iniziò anche ad insegnare canto al conservatorio di Milano, poi per 20 anni a Dresda ed infine a Berlino . La sua disposizione di insegnamento preferita era quella di avere tre o quattro studenti presenti a ogni lezione: ognuno avrebbe avuto il proprio turno mentre gli altri osservavano e imparavano. Si diceva che fosse un istruttore severo ed esigente non dedito all'adulazione, ma che elogiava con entusiasmo i suoi studenti per risultati eccezionali. Molti degli studenti di Giovanni divennero star dell'opera internazionale tra cui Irene Abendroth, David Bispham, Agnes Huntington, Franz Nachbaur, Marcella Sembrich e Roberto Stagno.  
Era noto scorresse cattivo sangue tra Giovanni e suo padre Francesco, il che provocò un'amara divisione tra gli allievi ed i seguaci dell'uno e dell'altro. Un allievo di entrambi i Lamperti ha descritto la situazione ostile così:
Le Tecniche del Bel Canto è l'unico libro (oltre alle massime ricerche e pubblicazioni pubblicate postume dal suo allievo William E. Brown) che Giovanni abbia mai scritto sul suo metodo.

## Opere
- Die Technik des Bel Canto; traduzione inglese di Theodore Baker, New York, 1905.
- Scuola di Canto (8 volumi di solfeggi e vocalizzi).
- William Earl Brown, Vocal Wisdom: Maxims of Giovanni Battista Lamperti, a cura di Lillian Strongin, New York, Taplinger Publishing Co., 1931.